# خانواده وینز
خانواده وِینز (انگلیسی: Wayans family؛ ‏ ‎/ˈweɪənz/‎) نام یک خانوادهٔ هنرمند آمریکایی است که در آن چندین کارگردان، فیلم‌نامه‌نویس، کمدین و هنرپیشهٔ موفق وجود دارد.
- دواین کیم وینز: آهنگساز و نویسنده
- کینن آیوری وینز: کمدین، هنرپیشه، نویسنده و کارگردان فیلم
- دیمون وینز: کمدین، هنرپیشه، تهیه‌کننده
- کرگ وینز: هنرپیشه، کمدین، نویسنده و تهیه‌کننده تلویزیونی
- کیم وینز: هنرپیشه
- نادیا وینز: هنرپیشه
- شان وینز: هنرپیشه ، کارگردان، نویسنده
- مارلون وینز: بازیگر ، دوبلور، تهیه کننده، نویسنده
- الویرا وینز: فیلم‌نامه‌نویس
- وانی وینز: فیلم‌نامه‌نویس